# Gafanha da Encarnação
Gafanha da Encarnação é uma vila portuguesa sede da Freguesia de Gafanha da Encarnação do Município de Ílhavo, freguesia com 10,98 km² de área e 5318 habitantes (censo de 2021) tendo, assim, uma densidade populacional de 484,3 hab./km².
A Freguesia de Gafanha da Encarnação foi criada em 1926, pelo decreto-lei nº 12.612, de 01/11/1926, com lugares da freguesia de Ílhavo.
Por sua vez, a povoação de Gafanha da Encarnação foi elevada elevada à categoria de vila em 9 de dezembro de 2004.

## História
Por ordem da antiguidade, as Gafanhas iniciaram-se com a da Cale da Vila, da Gramata, dos Caseiros, da Vagueira e da de Aquém.
A Gafanha da Gramata, ou Gafanha da Maluca, só em 1848 começou a designar-se de Gafanha da Encarnação, por naquele ano a Joana Maluca e o seu segundo marido terem mandado construir a primeira capela deste lugar, dedicada a Nossa Senhora da Encarnação.
A designação de "Gramata" adveio do nome de uma planta marinha abundante na zona. A actual Gafanha da Encarnação tomou então aquele nome, não só pela existência da tal planta, mas pela necessidade de a distinguir da já existente Gafanha da Cale (Canal) da Vila (Aveiro), que se tornaria a Gafanha da Nazaré. Erradamente, chegou a supor-se que o nome de Gramata viria de Joana Gramata, mas de facto foi ao contrário, Joana Rosa de Jesus é que tomou o nome popular de Joana Gramata.
Acontece que Joana Rosa de Jesus, ou Joana Gramata, também era conhecida por Joana Maluca, devido ao seu casamento com José Domingos da Graça, um pastor de bovinos oriundo de Calvão, a quem por alcunha chamavam "o Maluco". A esposa ganhou a alcunha do marido. Ao morrer, em 1878, com cerca de 90 anos de idade, deixou nove filhos e 66 netos. E como diz o Pe. João Vieira de Resende na sua "Monografia da Gafanha", "é claro que uma geração tão numerosa e florescente, entroncada numa idade tão provecta, e a quem ela assistia como senhora e rainha, deu-lhe o direito de crismar a sua povoação, a Gafanha da Gramata, com a alcunha que ela tinha recebido do seu marido. Era de justiça o "privilégio", que os lugares circunvizinhos lhe concederam. Aparecer num local mal povoado uma macróbia, chefiando um povo de 66 netos, dava direito a uma consagração que ficasse marcada nas gerações futuras.
E a cantar passava a sua longa vida, prestando-se a receber visitas de representação e dos fidalgos, a quem concedia palestras quotidianas, que se prolongavam até ao declinar esplendoroso do sol por detrás dos palheiros da Costa Nova, nas piscosas e mornas tardes de Agosto e Setembro. E a faina do mar também vinha emprestar colorido ao quadro em pose das entrevistas dos categorizados e primitivos frequentadores da praia com a velhinha da Gafanha. Era encantador e suave o declinar da vida desta nonagenária que, gulosamente, até ao último suspiro, ia fumando charutos sobre charutos sem queimar as barbas. Mas aquele role gigantesco, aquele arcabouço forte, também devia tombar. Estava a soar a hora da partida que, porventura, a surpreendeu num momento em que ela menos desejaria (sem sacramentos)", relata estilisticamente, Vieira de Resende.
Como a igreja paroquial de Vagos ficasse longe e a única capela de toda a Gafanha, ainda que por mais acessível não oferecia grande comodidade de deslocação, Joana Maluca fez surgir uma capela na sua horta, que dedicou a Nossa Senhora da Encarnação. Desde essa altura que ficou como que construída uma nova povoação – a povoação da Gafanha da Encarnação.
A consequência da criação desta capela foi deslaçar o vínculo que unia todos os habitantes da Gafanha para criar nos povos da periferia das capelas da Nazaré e da Encarnação um espírito bairrista. O que terá trazido vantagens, como refere o Pe. João Vieira de Resende quando diz que: "Este separatismo veio a ser um regular propulsor para despertar a emulação entre os povos separados, estimulando as suas energias, ou vitalizando os seus empreendimentos (...)", mas que nem por isso deixa de lamentar que, "(...) teve porém a desvantagem de amolecer, resfriar os laços que prendiam e mantinham estes povos num intercâmbio lindo, invejável, das primitivas comunidades cristãs. Ali se mantinham os costumes e as características dos povos patriarcas".
Não era de grandes dimensões esta Capela de Nossa Senhora da Encarnação, tendo sido ampliada em 1877, para o dobro, altura em que se construiu a torre onde se colocaram dois sinos.
Em 1901 foi criada a Irmandade de Nossa Senhora da Encarnação e Almas, a primeira fundada em toda a Gafanha.
Em Julho de 1907 foi demolida a capela, já demasiado pequena, tendo-se iniciado a construção da actual (em 1944) igreja paroquial. Em 1909, a obra estava pronta, ainda que desprovida dos altares, ali colocados em 1912.  
Em 1908 aparece a primeira escola primária da povoação, como forma de responder às solicitações da população, que cada vez crescia mais.
Finalmente, em 1 de Novembro de 1926 (e pela posterior publicação, no Diário do Governo de Segunda Feira, 8 de Novembro, do Decreto n.º 12612), a parcela de terreno, então pertença da Junta de Freguesia de Ílhavo e construída pelos lugares da Gafanha da Encarnação, da Gafanha do Carmo – anexada posteriormente –, em 1934) e da Costa Nova do Prado passam a formar uma nova freguesia com sede no lugar da Gafanha da Encarnação, dando corpo aos legítimos anseios da população de então, constituída por cerca de 2000 habitantes. Esta situação mantém-se até 1957, ano em que a Gafanha do Carmo passa a freguesia. Da constituição da freguesia, advém também a construção do cemitério (1932), deixando os habitantes desta localidade de ter necessidade de percorrer 6 a 8 km para sepultar entes queridos já desaparecidos, que até aí eram sepultados no cemitério de Ílhavo. De destacar ainda, a instalação, nos finais da década de 40, de uma unidade fabril de processamento de chicória, que alargou o emprego ao sector secundário, até aí praticamente inexistente na localidade.
Durante os restantes quartéis do século XX, a povoação da Gafanha da Encarnação continuou a crescer e a ganhar um cariz cada vez mais urbano, em especial nos últimos 25 anos.
Tal como em outras zonas do país, também na Gafanha da Encarnação se fez sentir o peso da emigração. Em 1942, estimava-se que em toda a Gafanha, cerca de 480 homens estariam emigrados no Brasil, Venezuela,  América do Norte, França, Alemanha, Argentina, Terranova e Gronelândia. Este movimento migratório acentuou-se nas décadas seguintes, até praticamente estagnar durante os anos 90. Actualmente, estima-se que existam nestes países (e noutros, mas em menor escala) cerca de 1000 cidadãos procedentes da Gafanha da Encarnação, entre naturais e seus descendentes directos.
De referir também o aumento do peso económico da pesca de bacalhau nos orçamentos familiares. A partir da segunda metade do século XIX, mas em especial a partir da década de 30 do século passado, sendo os homens da Gafanha da Encarnação reconhecidos como excelentes pescadores à linha, nos dóris que então demandavam às águas gélidas da Terranova e da Gronelândia, a histórica "Frota Branca" ou "White Fleet" (em inglês). A Gafanha da Encarnação orgulha-se mesmo de um dos filhos da terra – João Vieira (o Palão) ter ganho, largos anos seguidos, o troféu de primeira linha nacional, que premiava o melhor pescador de bacalhau à linha de todos os lugares portugueses.

## Demografia
A população registada nos censos foi:
| Distribuição da População por Grupos Etários | Distribuição da População por Grupos Etários | Distribuição da População por Grupos Etários | Distribuição da População por Grupos Etários | Distribuição da População por Grupos Etários |
| -------------------------------------------- | -------------------------------------------- | -------------------------------------------- | -------------------------------------------- | -------------------------------------------- |
| Ano                                          | 0-14 Anos                                    | 15-24 Anos                                   | 25-64 Anos                                   | > 65 Anos                                    |
| 2001                                         | 954                                          | 811                                          | 2628                                         | 514                                          |
| 2011                                         | 911                                          | 654                                          | 3167                                         | 755                                          |
| 2021                                         | 749                                          | 553                                          | 2963                                         | 1053                                         |

## Romaria
As romarias da Gafanha da Encarnação:
- Nossa Senhora da Encarnação - 2º domingo de setembro no lugar de Gafanha da Encarnação
- Nossa Senhora da Saúde - Último domingo de setembro no lugar de Costa Nova do Prado[10]

## Património
- Igreja de Nossa Senhora da Encarnação (matriz)
- Capela de Nossa Senhora da Encarnação
- Busto-monumento ao arrais de Ançã
- Capela de Santo Isidro
- Cruzeiro da Gafanha Da Encarnação
- Monumento aos Antigos Combatentes
- Palheiro de José Estevão

## Lugares da Gafanha Da Encarnação
- Costa Nova do Prado